# Elliot Archilla
Elliot Archilla (* 19. März 1946) ist ein ehemaliger puerto-ricanischer Biathlet.
Elliot Archilla trat bei den Olympischen Winterspielen 1988 in Calgary an. Im Sprint kam er auf den 72. Rang, im Einzel erreichte er den 68. Platz. In beiden Fällen war es der letzte Platz. Bei seinem letzten Start war Archilla 41 Jahre und 341 Tage alt. Damit war er nicht nur der älteste Teilnehmer der Biathlon-Wettbewerbe des Jahres 1988, sondern war bis zum Start von Thanasis Tsakiris bei den Olympischen Spielen 2010 der älteste aller bis dahin 928 Biathleten und Biathletinnen, die jemals an Olympischen Wettkämpfen teilgenommen hatten.

## Belege
1. ↑  Elliot Archilla in der Datenbank von Sports-Reference (englisch; archiviert vom Original)

| Personendaten    | Personendaten               |
| ---------------- | --------------------------- |
| NAME             | Archilla, Elliot            |
| KURZBESCHREIBUNG | puerto-ricanischer Biathlet |
| GEBURTSDATUM     | 19. März 1946               |